# 77 Водолея
77 Водолея (лат. 77 Aquarii, HD 216640) — одиночная звезда в созвездии Водолея на расстоянии приблизительно 135 световых лет (около 41 парсека) от Солнца. Видимая звёздная величина звезды — +5,658m. Возраст звезды оценивается как около 7,61 млрд лет.

## Характеристики
77 Водолея — оранжевый гигант спектрального класса K2,5III или K1III. Масса — около 1,14 солнечной, радиус — около 5,79 солнечных, светимость — около 13,347 солнечных. Эффективная температура — около 4688 К.